# Бразилска улулица
Бразилската улулица (Strix hylophila) е вид птица от семейство Совови (Strigidae). Видът е почти застрашен от изчезване.

## Разпространение и местообитание
Разпространен е в Аржентина, Бразилия и Парагвай.